# Robert Fitzralph
Robert Fitzralph († 30. Juni 1191 oder 27. Juni 1193) war ein anglonormannischer Geistlicher. Ab 1191 war er Bischof von Worcester.

## Leben
Robert Fitzralph war ein Sohn von William Fitzralph, der unter König Heinrich II. als Sheriff von Nottingham und Derby sowie als Seneschall der Normandie diente. Auch Robert trat zunächst in den Dienst des Königs. Zusammen mit Walter de Coutances, Erzbischof von Rouen reiste er 1186 als Gesandter zum französischen König Philipp II. Der König belohnte seine Dienste mit einer Kanonikerstelle in Lincoln sowie mit dem Amt des Archidiakons von Nottingham. Am 1. Juli 1190 wurde Robert zum Bischof der Diözese Worcester gewählt. Seine Wahl führte zu einem langen Streit zwischen dem päpstlichen Legaten William de Longchamp, den Mönchen des Kathedralpriorats von Canterbury und Bischof Gilbert de Glanville von Rochester. Da Erzbischof Balduin von Canterbury bereits mit König Richard I. zum Dritten Kreuzzug aufgebrochen war, war ungeklärt, wo und von wem Robert Fitzralph zum Bischof geweiht werden sollte. Robert musste schließlich die Erlaubnis des Papstes einholen, um in Westminster zum Bischof geweiht zu werden. Dennoch wurde er am 5. Mai 1191 in Canterbury von William de Longchamp geweiht. Über seine kurze Amtszeit als Bischof ist nur wenig bekannt. Über sein Sterbedatum gibt es widersprüchliche Angaben. Sein Nachfolger Henry de Sully wurde im Dezember 1193 zum Bischof gewählt.